# Фердинанд фон Кваст (генерал)
Фердинанд фон Кваст (нім. Ferdinand von Quast; 18 жовтня 1850, Нойруппін — 27 березня 1939, Потсдам)— німецький воєначальник, генерал піхоти Прусської армії. Кавалер ордена Pour le Mérite з дубовим листям

## Біографія
Представник знатного ангальтського роду. Син відомого прусського архітектора та реставратора Фердинанда фон Кваста (1807–1877). В 1870 році вступив в 2-й гвардійський гренадерський полк і брав участь у французько-прусській війні. З 1887 року — командир роти, з 1895 року — 2-го батальйону 2-го гвардійського піхотного полку, з 1903 року — командир 2-го гвардійського гренадерського полку, з 21 травня 1907 року — 39-ї піхотної бригади (Ганновер), з березня 1908 року — 3-ї (Берлін), з жовтня 1908 року — 2-ї гвардійської піхотної бригади (Потсдам), з 27 лютого 1910 — командир 36-ї дивізії (Данциг).
В 1910 році йому було доручено командування 6-ю піхотною дивізією, розташованої в Бранденбурзі-на-Гафелі. У березні 1913 року він став командиром 9-го корпусу, розташованого в Альтоні.

### Перша світова війна
На початку Першої світової війни корпус Кваста входив до складу 1-ї армії під командуванням генерала Александра фон Клюка. У складі цієї армії Кваст брав участь у битві при Монсі та першій битві на Марні.
У січні 1917 року йому було доручено командувати гвардійським корпусом, яким він командував до вересня 1917 року, коли став командувачем 6-ї армії, змінивши Отто фон Белова. Брав участь у Весняному наступі, в ході якого майже знищив 1-у британську армію на річці Ліс, але, незважаючи на це, не зміг прорватися до портів Ла-Манша, що й було метою наступу. На чолі 6-ї армії Кваст зустрів кінець війни.

### Після війни
У січні 1919 року Кваст став командувачем прикордонної охорони «Північ». Після підписання Версальського миру подав у відставку, ухвалену в липні 1919 року.

## Звання
- Фанен-юнкер (19 липня 1870)
- Другий лейтенант (12 січня 1871)
- Перший лейтенант (23 вересня 1879)
- Гауптман (8 березня 1887)
- Майор (1 вересня 1894)
- Оберстлейтенант (18 січня 1901)
- Оберст (18 квітня 1903)
- Генерал-майор (21 травня 1907)
- Генерал-лейтенант (10 вересня 1910)
- Генерал піхоти (19 серпня 1914)

## Нагороди
- Залізний хрест 2-го класу (12 серпня 1871) із застібками «25» і «1914»
- Пам'ятна військова медаль за кампанію 1870-71
- Орден Залізної Корони 3-го і 2-го класу (Австро-Угорщина)
- Орден Леопольда (Австрія), лицарський хрест
- Орден Святого Йоанна (Бранденбург)
  - почесний лицар
  - лицар справедливості
- Орден дому Ліппе, почесний хрест 3-го класу
- Орден Корони Італії, офіцерський і командорський хрест
- Хрест «За вислугу років» (Пруссія)
- Орден Червоного орла
  - 4-го класу
  - 3-го класу з бантом
  - 2-го класу з дубовим листям
    - зірка до ордена 2-го класу
- Столітня медаль (1897)
- Орден Корони (Пруссія)
  - 3-го класу
  - 2-го класу
    - зірка до ордена 2-го класу

  - 1-го класу
- Орден Церінгенського лева
  - лицарський хрест 1-го класу з дубовим листям
  - великий хрест
- Орден Лева і Сонця 3-го ступеня (Каджарський Іран)
- Орден Меджида 2-го класу (Османська імперія)
- Орден військових заслуг (Іспанія) 3-го класу
- Орден Меча, командорський хрест 1-го класу (Швеція; 6 червня 1908)
- Орден Франца Йосифа, великий хрест (Австро-Угорщина)
- Залізний хрест 1-го класу
- Pour le Mérite з дубовим листям
  - орден (11 серпня 1916) — за заслуги у битві на Соммі.
  - дубове листя (10 квітня 1918)
- Військовий орден Святого Генріха, командорський хрест 2-го класу (7 травня 1918) — за вміле керівництво саксонськими військами, які перебували під командуванням Кваста.
- Почесний хрест ветерана війни з мечами